# Bienvenu Andriamalala
Bienvenu Andriamalala (ur. 2 kwietnia 1990) – madagaskarski zapaśnik walczący w stylu wolnym. Zajął 21. miejsce na mistrzostwach świata w 2013. Jedenasty na igrzyskach afrykańskich w 2019. Srebrny medalista mistrzostw Afryki w latach 2011 – 2013. Wicemistrz igrzysk Wysp Oceanu Indyjskiego w 2023 roku.